# Leo Proost
Leo Proost (Oud-Turnhout, 1 de noviembre de 1933-Turnhout, 24 de mayo de 2016) fue un deportista belga que compitió en ciclismo en la modalidad de pista, especialista en la prueba de medio fondo.
Ganó cinco medallas en el Campeonato Mundial de Ciclismo en Pista entre los años 1963 y 1968.

## Medallero internacional
| Campeonato Mundial | Campeonato Mundial       | Campeonato Mundial | Campeonato Mundial |
| Año                | Lugar                    | Medalla            | Competición        |
| ------------------ | ------------------------ | ------------------ | ------------------ |
| 1963               | Rocourt (Bélgica)        | Medalla de oro     | Medio fondo (P)    |
| 1964               | París (Francia)          | Medalla de plata   | Medio fondo (P)    |
| 1966               | Fráncfort (RFA)          | Medalla de bronce  | Medio fondo (P)    |
| 1967               | Ámsterdam (Países Bajos) | Medalla de oro     | Medio fondo (P)    |
| 1968               | Roma (Italia)            | Medalla de oro     | Medio fondo (P)    |

## Palmarés
- 1956
  - Campeón de Bélgica de Madison amateur
- 1963
  - Campeón del mundo de medio fondo
  - 1r a los Seis días de Amberes (con Rik Van Steenbergen y Palle Lykke)
  - Campeón de Bélgica de medio fondo
- 1964
  - Campeón de Bélgica de medio fondo
- 1965
  - Campeón de Europa de medio fondo
  - Campeón de Bélgica de medio fondo
- 1966
  - Campeón de Europa de medio fondo
  - Campeón de Bélgica de medio fondo
- 1967
  - Campeón del mundo de medio fondo
  - Campeón de Bélgica de medio fondo
  - Campeón de Bélgica de derny
- 1968
  - Campeón del mundo de medio fondo
  - Campeón de Bélgica de medio fondo